# Sofja Alexandrowna Alexejewa
Sofja Alexandrowna Alexejewa (russisch Софья Александровна Алексеева; * 13. Dezember 2003 in Jaroslawl) ist eine russische Freestyle-Skierin. Sie startet in der Disziplin Aerials (Springen).

## Werdegang
Alexejewa startete erstmals im Dezember 2017 in Ruka im Europacup und belegte dabei die Plätze 12 und neun. Bei den Juniorenweltmeisterschaften 2018 in Minsk sprang sie auf den 11. Platz. Ihr Debüt im Weltcup hatte sie im Januar 2019 in Lake Placid, das sie auf dem achten Platz beendete. Im folgenden Monat kam sie bei den Weltmeisterschaften in Park City auf den sechsten Platz. In der Saison 2019/20 erreichte sie in Moskau mit dem dritten Platz ihre erste Podestplatzierung im Weltcup und zum Saisonende den 18. Platz im Aerials-Weltcup.

## Erfolge

### Weltmeisterschaften
- Park City 2019: 6. Aerials

### Weltcupwertungen
Alexejewa errang im Weltcup bisher einen Podestplatz.
| Saison  | Gesamt | Gesamt | Aerials | Aerials |
| Saison  | Platz  | Punkte | Platz   | Punkte  |
| ------- | ------ | ------ | ------- | ------- |
| 2018/19 | 91.    | 12,20  | 17.     | 61      |
| 2019/20 | 74.    | 17,86  | 18.     | 125     |

### Europacup
- 1 Podestplatz